# Areus I van Sparta
Areus I (Oudgrieks: Ἀρεύς of Ἅρειος) was van 310 tot aan zijn dood in 265 v.Chr. koning van Sparta, uit de dynastie van de Agiaden. Hij was de kleinzoon en opvolger van Cleomenes II, omdat zijn vader Acrotatus reeds in 309 overleed. Hij was de Spartaanse koning tot wie de Joden een gezantschap richtten.
In 280 v.Chr. werd, op instigatie van de Spartanen, een coalitie van Griekse stadstaten op de been gebracht onder de drijvende kracht van hun bondgenoot Ptolemaeus Keraunos, met de bedoeling een einde te maken aan de dominantie van Antigonus Gonatas.
De eerste slag werd toegebracht door Areus, die vanwege de Delphische amphictionie gevolmachtigd was om op te treden tegen de Aetoliërs, omdat deze gewijde grond in de buurt van de Phocische stad Cirrha in gebruik hadden genomen. Onverwacht viel hij Cirrha binnen en plunderde de stad. Aetolische herders sloegen van in de bergen de activiteiten van Areus gade, groepeerden zich tot een legerbende van 500 man en overvielen de verspreide Spartaanse troepen van Areus. Omdat dezen geen flauw vermoeden hadden van de omvang der Aetolische troepen, ontstond er paniek. Zij bliezen overijld de aftocht en lieten volgens de bronnen 9000 doden achter (al lijkt dit aantal nauwelijks realistisch).
Na deze smadelijke mislukking probeerde Sparta de oorlog weer op te starten, maar de andere Grieken stonden veeleer sceptisch: zij verdachten Sparta ervan niet de bevrijding van Griekenland na te streven, maar opnieuw hun eigen hegemonie te willen vestigen.
Toen Sparta in 272 v.Chr. werd aangevallen door Pyrrhus, bevond Areus zich op Kreta, waar hij een expeditie leidde. Onverwijld keerde hij naar Sparta terug en sloot een alliantie met Argos. Het gevolg daarvan was dat Pyrrhus zich terugtrok uit Sparta om zich op Argos te concentreren.
In 267 v.Chr. verbond Areus zich met Ptolemaeus II Philadelphus in een weinig succesvolle poging om Athene te bevrijden van Antigonus Gonatas. Hij sneuvelde te Korinthe in de strijd tegen de Macedoniërs (de zogenaamde Chremonideïsche Oorlog), en werd opgevolgd door zijn zoon Acrotatus.